# Bazoches-au-Houlme
Pour les articles homonymes, voir Bazoches (homonymie).
Bazoches-au-Houlme est une commune française, située dans le département de l'Orne en région Normandie, peuplée de 455 habitants.

## Géographie
La commune est au nord du pays d'Houlme, aux confins de la campagne de Falaise. Couvrant 2 864 hectares, le territoire de Bazoches-au-Houlme était le plus étendu du canton de Putanges-Pont-Écrepin. Son bourg est à 6,5 km au nord de Putanges-Pont-Écrepin, à 9,5 km au sud de Falaise, à 22 km au nord-ouest d'Argentan et à 30 km à l'est de Flers.
| Les Loges-Saulces (Calvados), Ménil-Vin | Fourneaux-le-Val (Calvados), Saint-Martin-de-Mieux (Calvados) | Cordey (Calvados) |
| Ménil-Hermei                            | Bazoches-au-Houlme                                            | Neuvy-au-Houlme   |
| Rabodanges                              | Les Rotours                                                   | Champcerie        |

### Hydrographie
La commune est située dans le bassin Seine-Normandie. Elle est drainée par la Baize, le Bezeron, un bras de la Baize, le fossé 01 de la Bigne, le fossé 01 de la Buronnière Saint-Clément, le fossé 01 de la Cigogne, le fossé 01 de la Guilberdière, le fossé 01 de la Houlette, le fossé 01 de Lesfrie, le fossé 01 des Crières, le fossé 01 des Pérelles, le fossé 01 du Fieu, le fossé 01 du Tue-Chien, le fossé 06 de la Chapelle, le ruisseau des Monts Hiboux et divers autres petits cours d'eau,.
La Baize, d'une longueur de 26 km, prend sa source dans la commune de Habloville et se jette  dans l'Orne en rive droite en limite de Isles-Bardel et de Rapilly, après avoir traversé douze communes. 

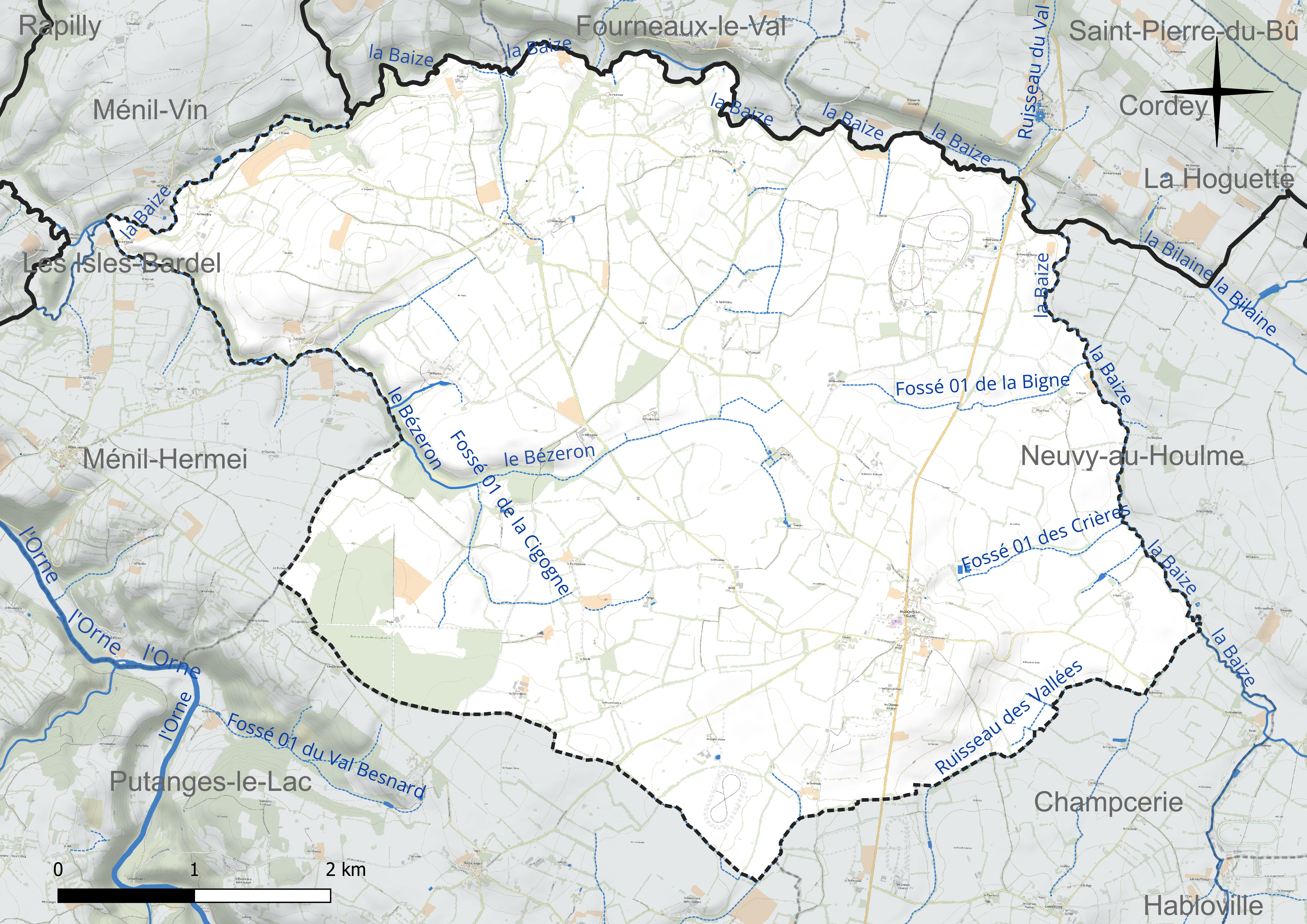
Réseau hydrographique de Bazoches-au-Houlme.

### Climat
Pour des articles plus généraux, voir Climat de la Normandie et Climat de l'Orne.
En 2010, le climat de la commune est de type climat océanique altéré, selon une étude du CNRS s'appuyant sur une série de données couvrant la période 1971-2000. En 2020, Météo-France publie une typologie des climats de la France métropolitaine dans laquelle la commune est exposée à un climat océanique et est dans la région climatique Normandie (Cotentin, Orne), caractérisée par une pluviométrie relativement élevée (850 mm/a) et un été frais (15,5 °C) et venté. Parallèlement le GIEC normand, un groupe régional d’experts sur le climat, différencie quant à lui, dans une étude de 2020, trois grands types de climats pour la région Normandie, nuancés à une échelle plus fine par les facteurs géographiques locaux. La commune est, selon ce zonage, exposée à un « climat contrasté des collines », correspondant au Bocage normand, bien arrosé, voire très arrosé sur les reliefs les plus exposés au flux d’ouest, et frais en raison de l’altitude.
Pour la période 1971-2000, la température annuelle moyenne est de 10,3 °C, avec une amplitude thermique annuelle de 13,5 °C. Le cumul annuel moyen de précipitations est de 827 mm, avec 12,7 jours de précipitations en janvier et 7,6 jours en juillet. Pour la période 1991-2020, la température moyenne annuelle observée sur la station météorologique la plus proche, située sur la commune de Damblainville à 14 km à vol d'oiseau, est de 11,6 °C et le cumul annuel moyen de précipitations est de 716,8 mm,. Pour l'avenir, les paramètres climatiques de la commune estimés pour 2050 selon différents scénarios d’émission de gaz à effet de serre sont consultables sur un site dédié publié par Météo-France en novembre 2022.

## Urbanisme

### Typologie
Au 1er janvier 2024, Bazoches-au-Houlme est catégorisée commune rurale à habitat très dispersé, selon la nouvelle grille communale de densité à sept niveaux définie par l'Insee en 2022.
Elle est située hors unité urbaine et hors attraction des villes,.

### Occupation des sols
L'occupation des sols de la commune, telle qu'elle ressort de la base de données européenne d’occupation biophysique des sols Corine Land Cover (CLC), est marquée par l'importance des territoires agricoles (93,6 % en 2018), en diminution par rapport à 1990 (95 %). La répartition détaillée en 2018 est la suivante : 
terres arables (55,7 %), prairies (36,7 %), forêts (4,1 %), espaces verts artificialisés, non agricoles (1,4 %), zones agricoles hétérogènes (1,2 %), zones urbanisées (0,9 %). L'évolution de l’occupation des sols de la commune et de ses infrastructures peut être observée sur les différentes représentations cartographiques du territoire : la carte de Cassini (XVIIIe siècle), la carte d'état-major (1820-1866) et les cartes ou photos aériennes de l'IGN pour la période actuelle (1950 à aujourd'hui).

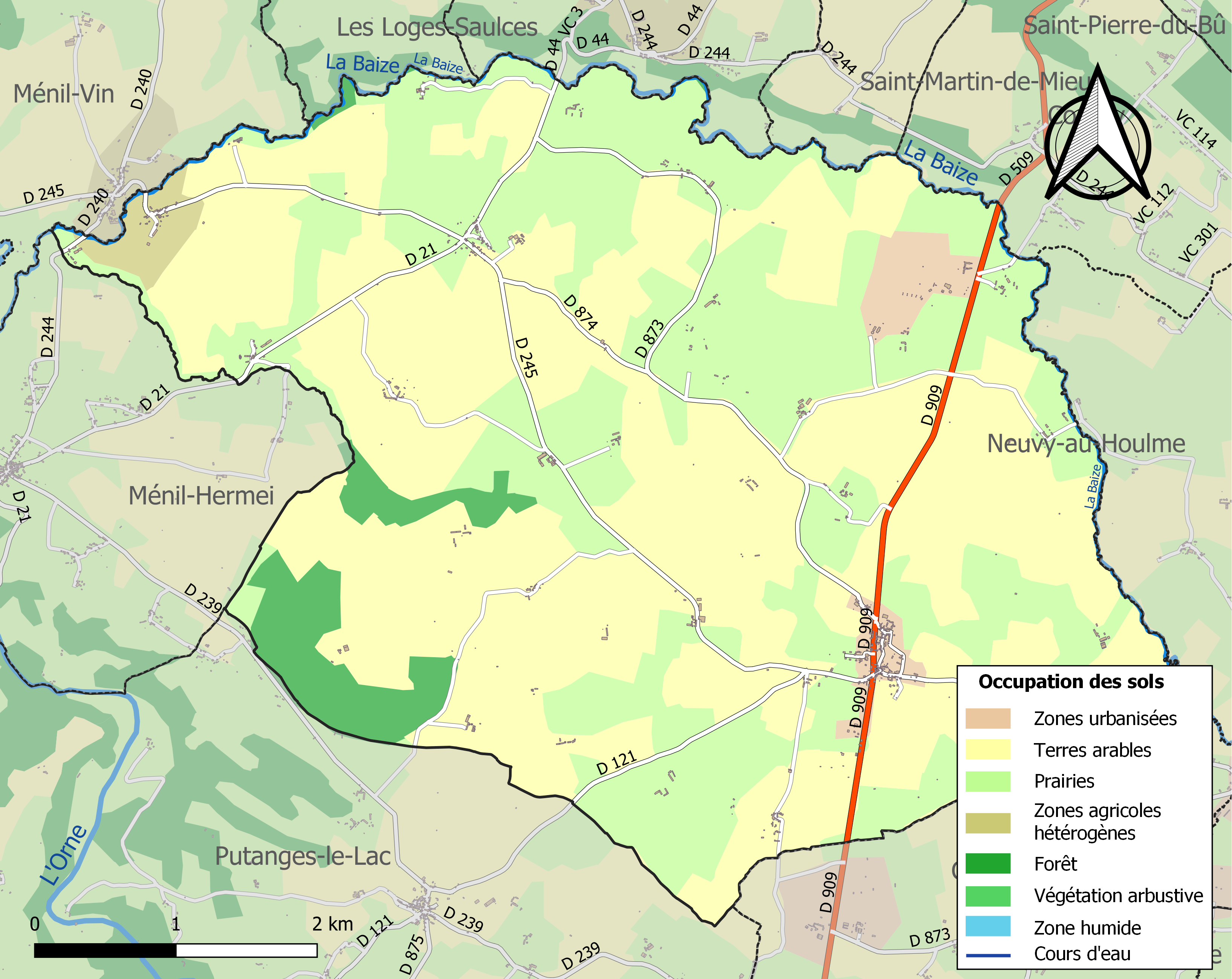
Carte des infrastructures et de l'occupation des sols de la commune en 2018 (CLC).

## Toponymie
Le toponyme est attesté sous les formes de Basilicis en 1059, Basoches vers 1335. Il est issu du latin basilica par l'ancien français basoche, « église ».
La commune est au nord du pays d'Houlme.
Le gentilé est Bazochien.

## Histoire
Avant la Révolution de 1789, Bazoches était le siège d'une sergenterie (subdivision judiciaire de la vicomté de Falaise).
De 1790 à 1802, Bazoches-au-Houlme est le siège d'un canton comprenant également : Champcerie, La Forêt-Auvray, Ménil-Hermei, Ménil-Vin, Neuvy-au-Houlme, Rabodanges, Ri, Rônai, Saint-Philbert-sur-Orne, ainsi que les anciennes communes de Fresnay-le-Buffard, La Chapelle-Monvoisin et Saint-Pavin.
En 1812, Bazoches-au-Houlme (937 habitants en 1806) absorbe La Chapelle-Monvoisin (50 habitants, au nord-ouest du territoire) et Saint-Pavin (71 habitants, au nord-est).

## Politique et administration
| Période                                  | Période      | Identité        | Étiquette | Qualité                            |
| ---------------------------------------- | ------------ | --------------- | --------- | ---------------------------------- |
| ?                                        | mars 2001    | Michel Deuzet   |           |                                    |
| mars 2001                                | avril 2014   | Nicole Delaunay | SE        | Postière                           |
| avril 2014                               | juillet 2019 | Philippe Jeanne | SE        | Auto-entrepreneur en espaces verts |
| novembre 2019                            | En cours     | Alix Dauger     | SE        | Retraitée du ministère du Travail  |
| Les données manquantes sont à compléter. |              |                 |           |                                    |

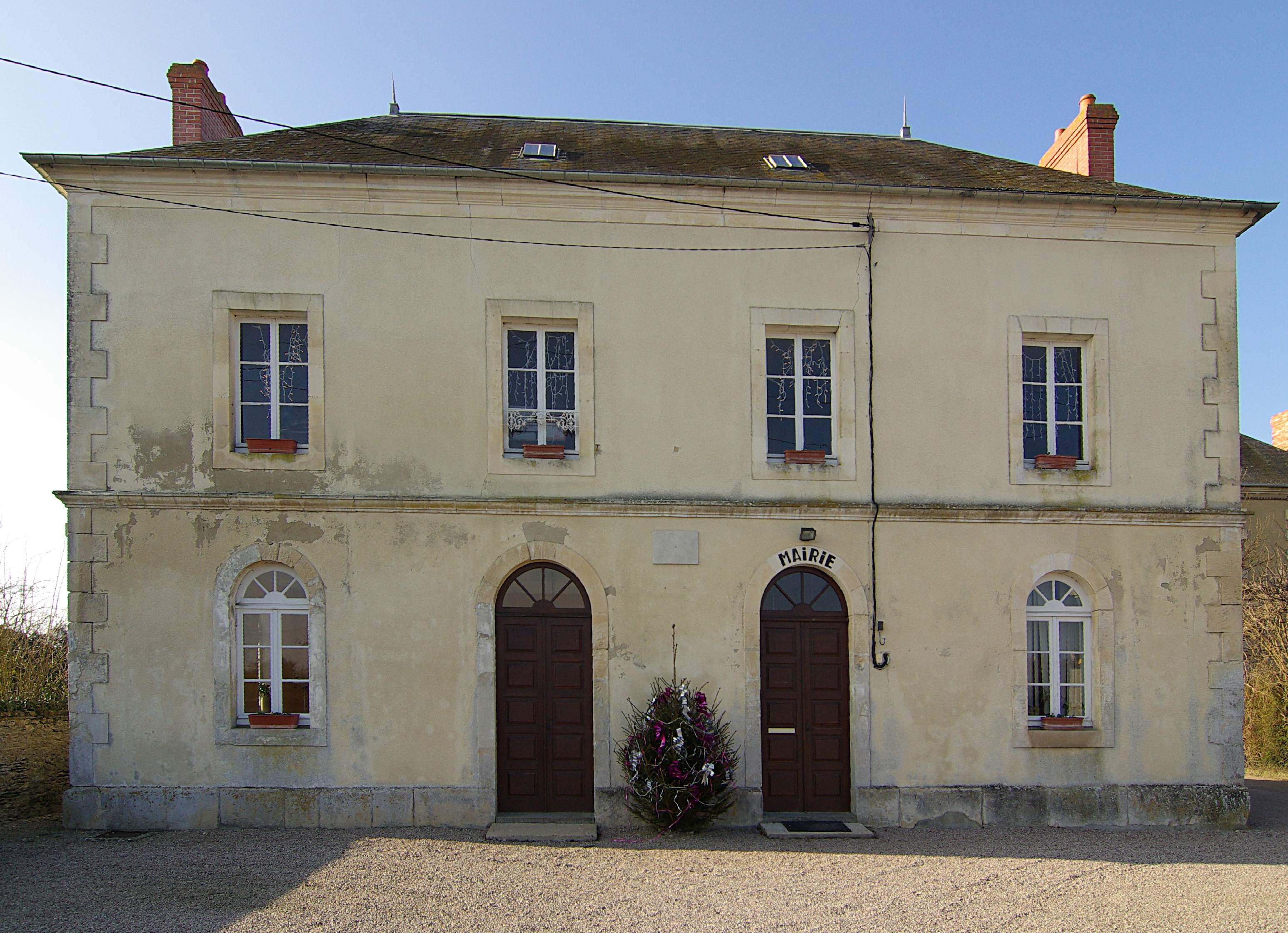
La mairie.

Le conseil municipal est composé de onze membres dont le maire et deux adjoints.

## Démographie
L'évolution du nombre d'habitants est connue à travers les recensements de la population effectués dans la commune depuis 1793. Pour les communes de moins de 10 000 habitants, une enquête de recensement portant sur toute la population est réalisée tous les cinq ans, les populations de référence des années intermédiaires étant quant à elles estimées par interpolation ou extrapolation. Pour la commune, le premier recensement exhaustif entrant dans le cadre du nouveau dispositif a été réalisé en 2006.
En 2022, la commune comptait 455 habitants, en évolution de −4,01 % par rapport à 2016 (Orne : −3,21 %, France hors Mayotte : +2,11 %).
Au premier recensement républicain, en 1793, Bazoches-au-Houlme comptait 1 200 habitants, population jamais atteinte depuis.
| 1793  | 1800 | 1806 | 1821  | 1836  | 1841  | 1846  | 1851  | 1856  |
| ----- | ---- | ---- | ----- | ----- | ----- | ----- | ----- | ----- |
| 1 200 | 965  | 937  | 1 115 | 1 146 | 1 107 | 1 114 | 1 145 | 1 025 |

| 1861  | 1866  | 1872 | 1876 | 1881 | 1886 | 1891 | 1896 | 1901 |
| ----- | ----- | ---- | ---- | ---- | ---- | ---- | ---- | ---- |
| 1 065 | 1 031 | 894  | 817  | 778  | 794  | 711  | 691  | 647  |

| 1906 | 1911 | 1921 | 1926 | 1931 | 1936 | 1946 | 1954 | 1962 |
| ---- | ---- | ---- | ---- | ---- | ---- | ---- | ---- | ---- |
| 629  | 610  | 515  | 520  | 522  | 483  | 523  | 483  | 483  |

| 1968 | 1975 | 1982 | 1990 | 1999 | 2006 | 2011 | 2016 | 2021 |
| ---- | ---- | ---- | ---- | ---- | ---- | ---- | ---- | ---- |
| 442  | 386  | 332  | 335  | 334  | 404  | 479  | 474  | 456  |

| 2022 | - | - | - | - | - | - | - | - |
| ---- | - | - | - | - | - | - | - | - |
| 455  | - | - | - | - | - | - | - | - |

| 1793 | 1800 | 1806 |
| ---- | ---- | ---- |
| 48   | 44   | 50   |

| 1793 | 1800 | 1806 |
| ---- | ---- | ---- |
| 103  | 92   | 71   |

## Lieux et monuments
- Église Saint-Pierre du XIIe siècle). Son groupe sculpté La Vierge apportant la communion à sainte Avoie, provenant de l'ancienne église de Saint-Pavin, est classé au titre objet aux monuments historiques[44].
- Château, non loin de l'église, du XVe siècle avec une tour de guet, vestige de la forteresse de Bazoches, inscrite au titre des monuments historiques par arrêté du 14 septembre 1992[45]. La maison forte se présente sous la forme d'un haut logis quadrangulaire[46].
- Vestiges d'une motte féodale. Le tertre, fouillé en 1893, a révélé les traces d'un donjon rectangulaire en calcaire. Le château fondé au XIIe siècle par Roger de Mowbray est pris et incendié en 1136 par le comte d'Anjou[47].
- Le château de Saint-Pavin (Padoinus ou Padvinus en 1370, devenu Saint-Pavin-sur-Baize).
- Lavoir.

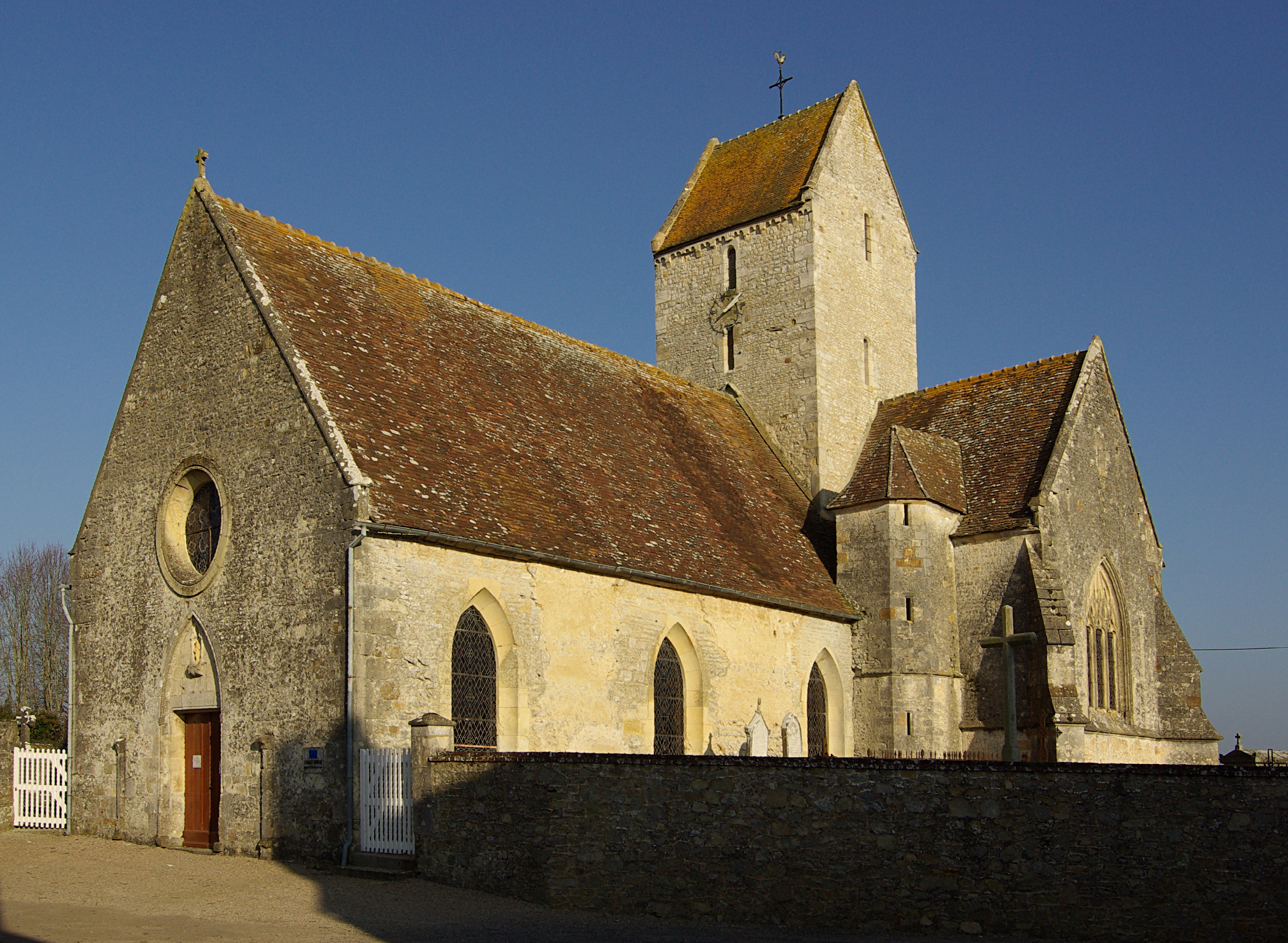
L'église Saint-Pierre.
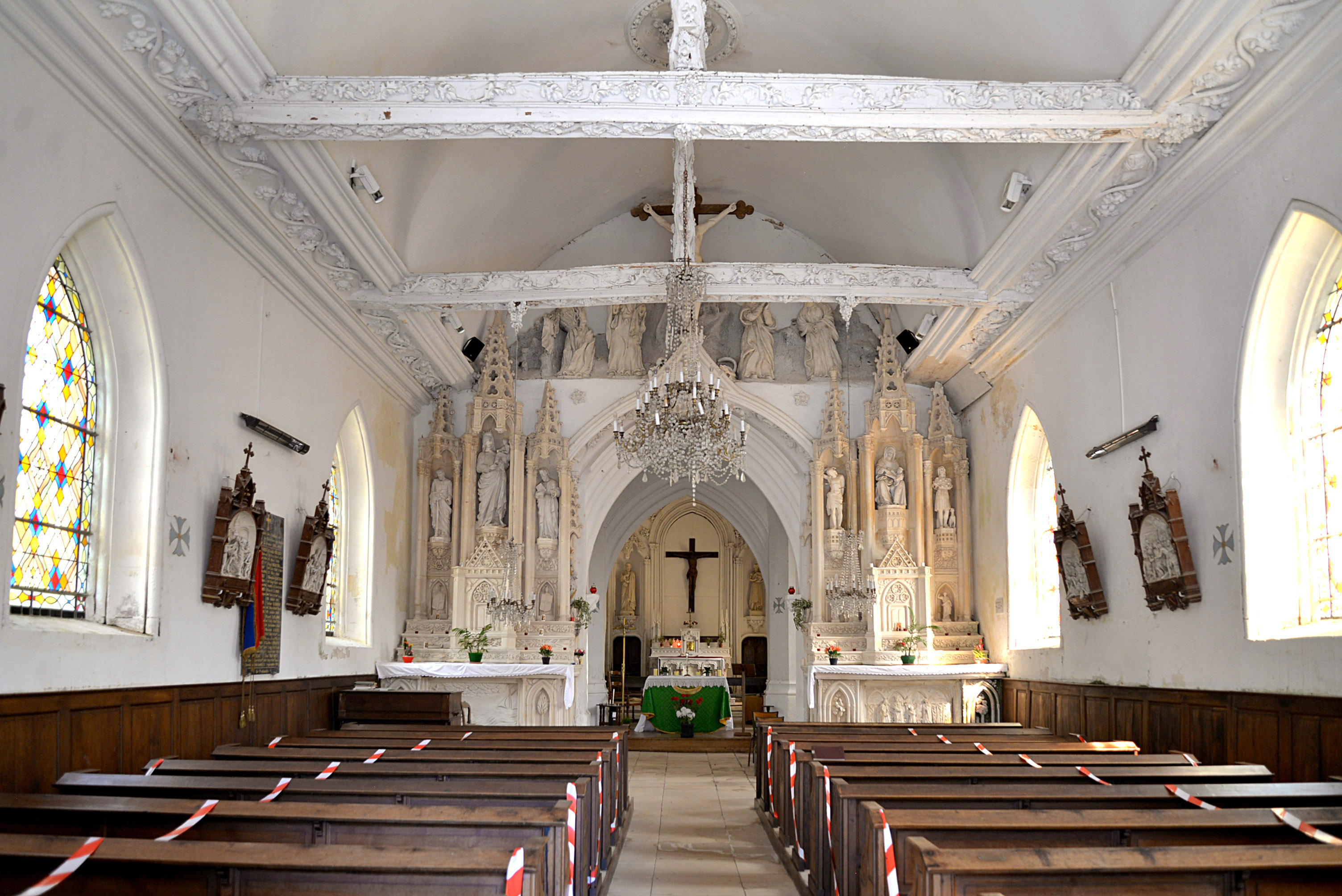
Nef de l'église Saint-Pierre.
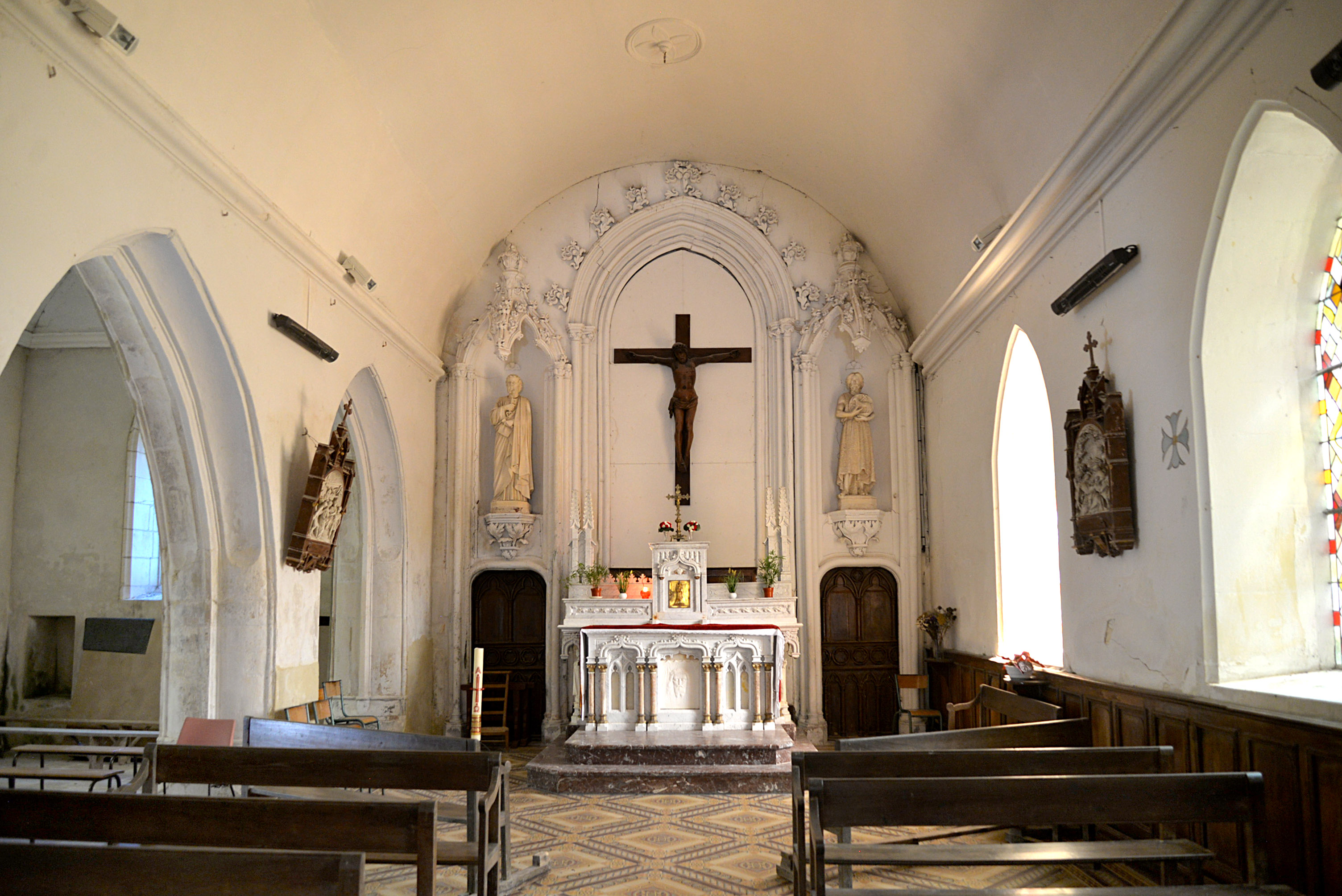
Chœur de l'église Saint-Pierre.
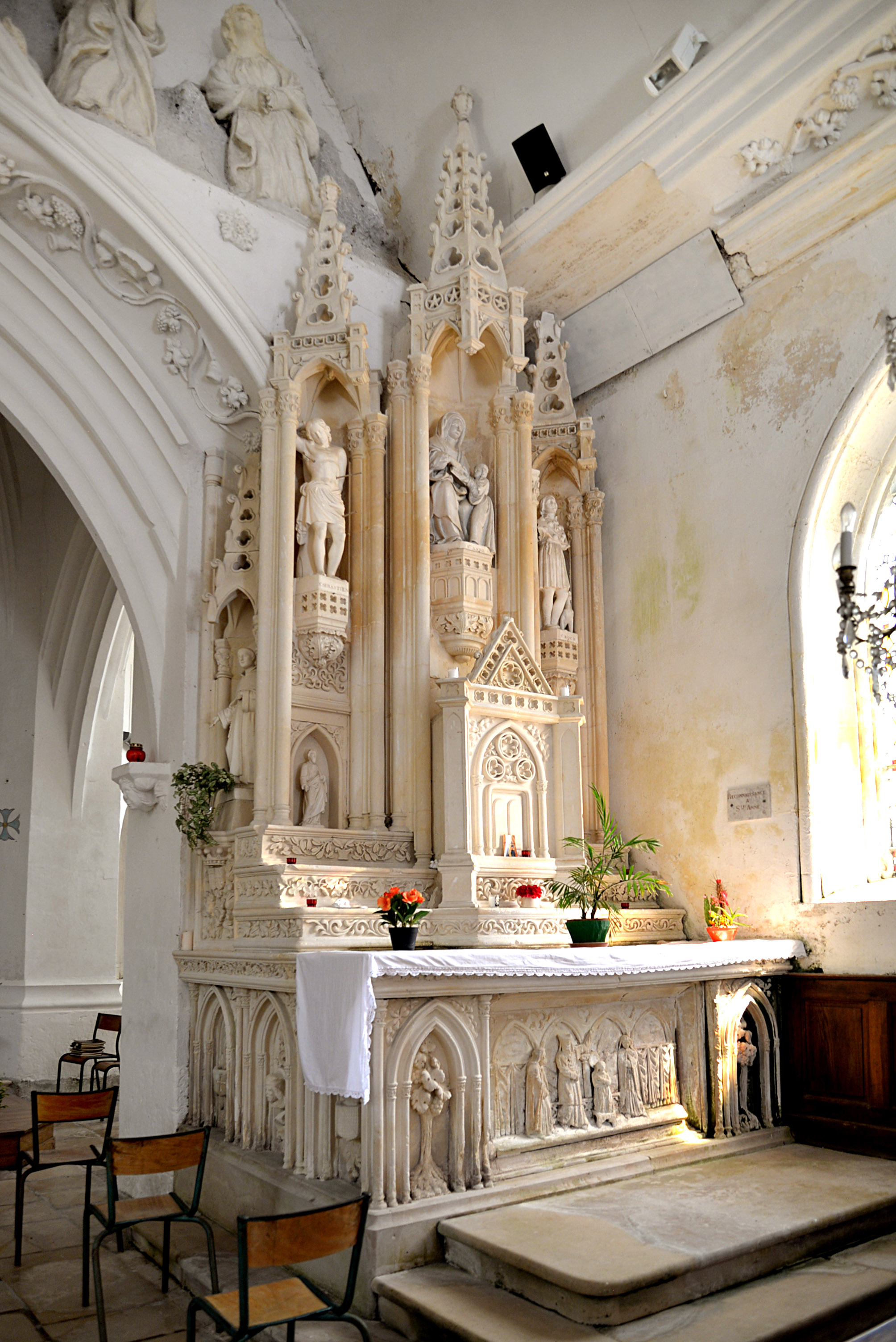
Autel latéral sud de l'église Saint-Pierre.
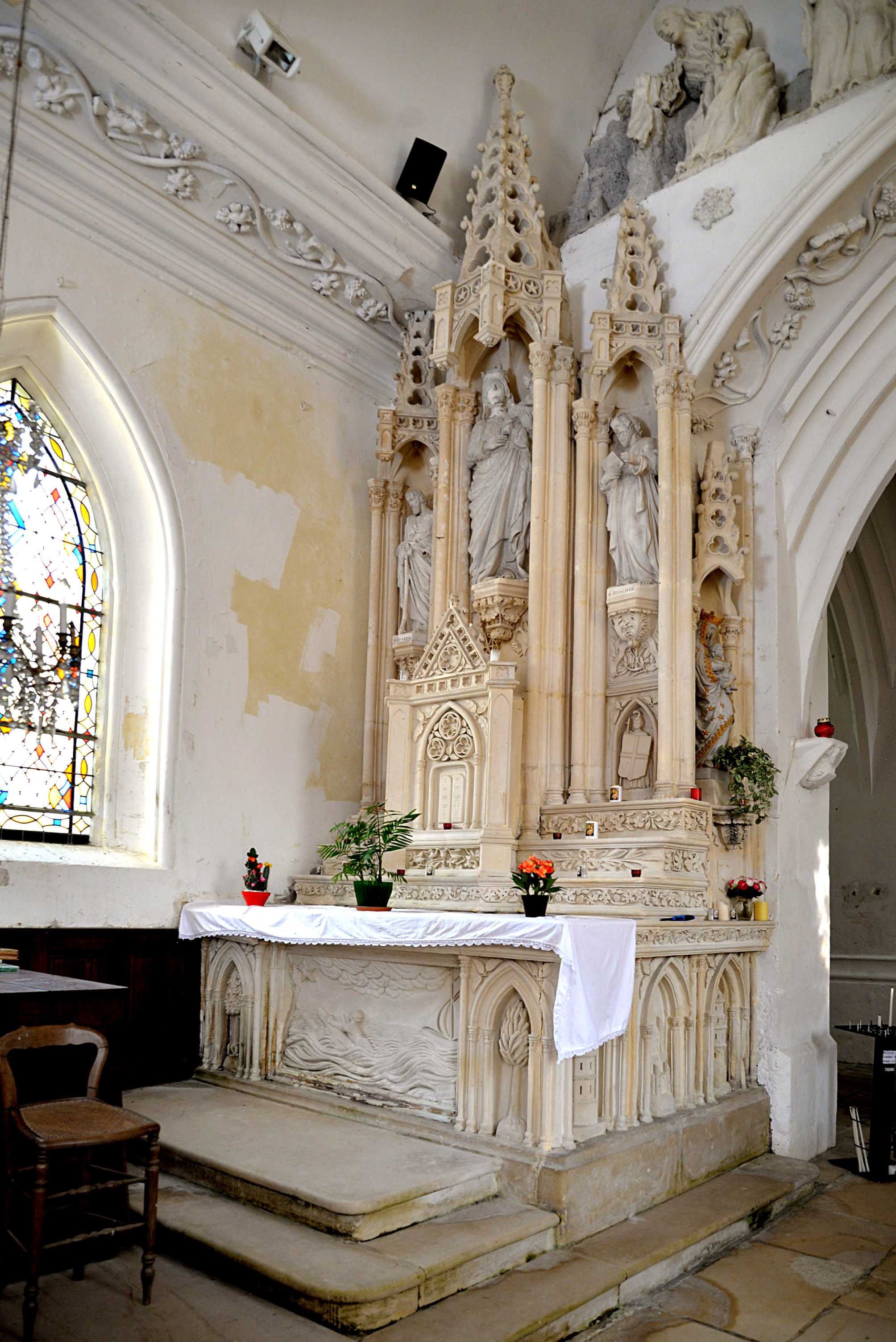
Autel latéral nord de l'église Saint-Pierre.
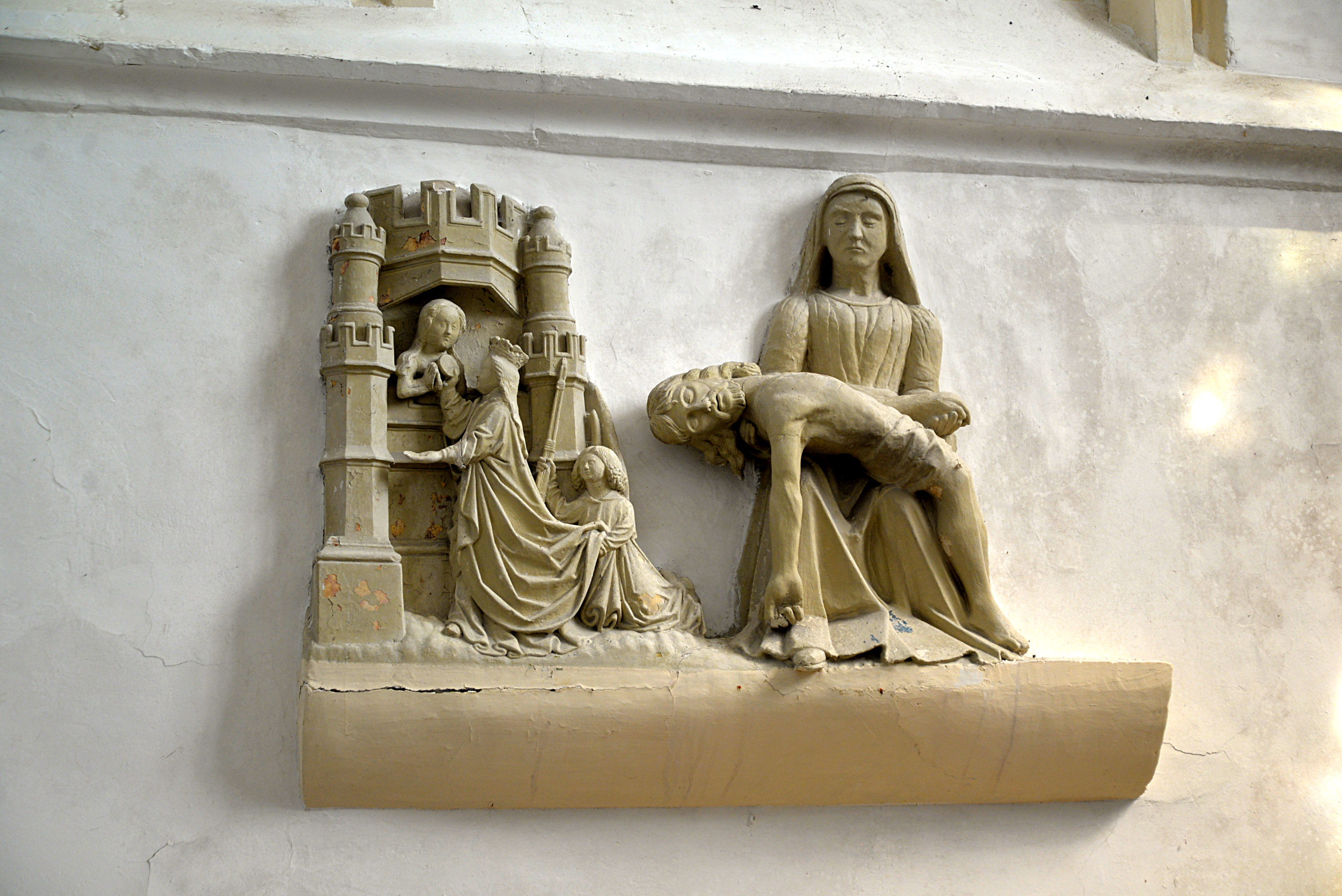
Groupe sculpté La communion de Sainte-Avoie.
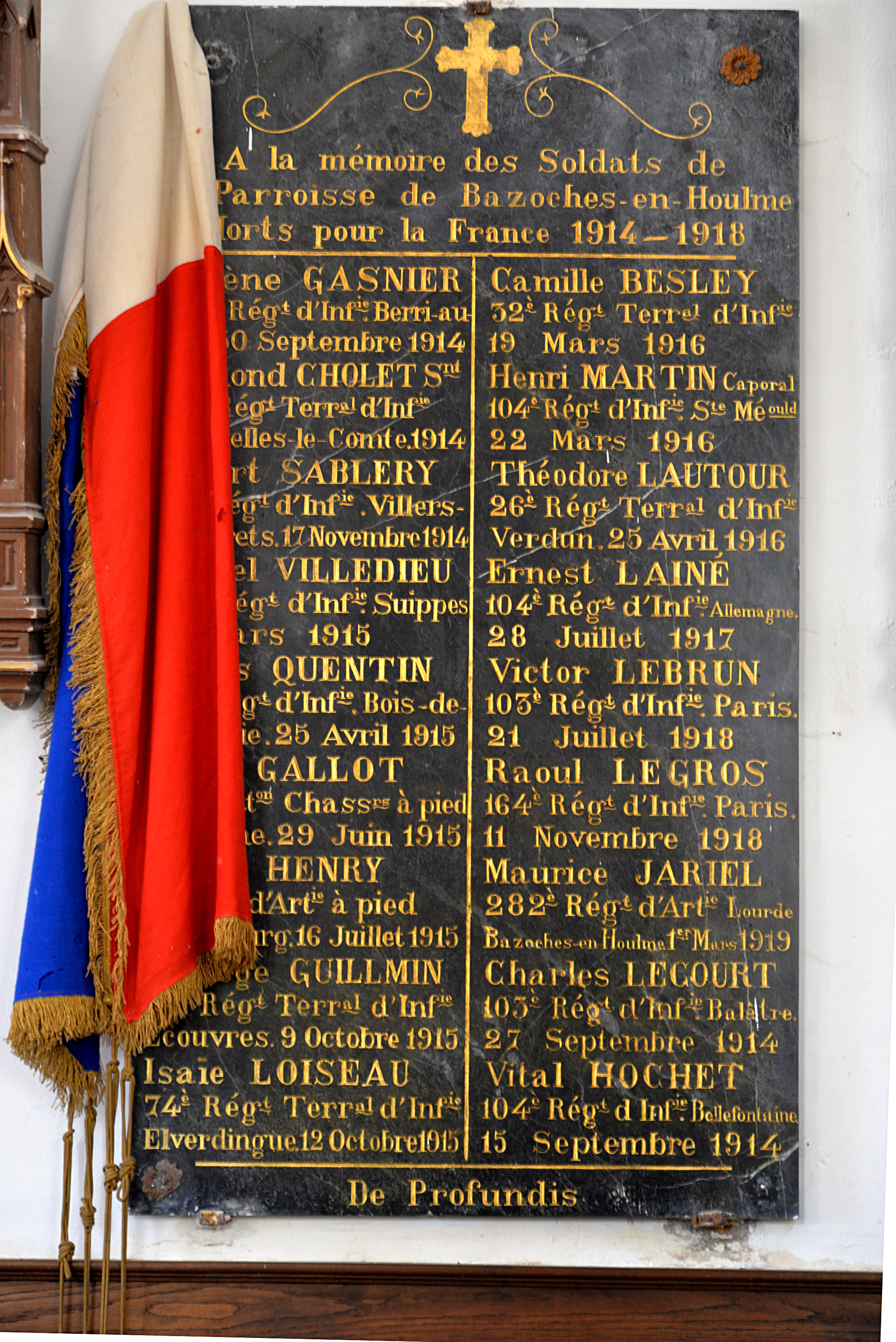
Plaque commémorative dans l'église.
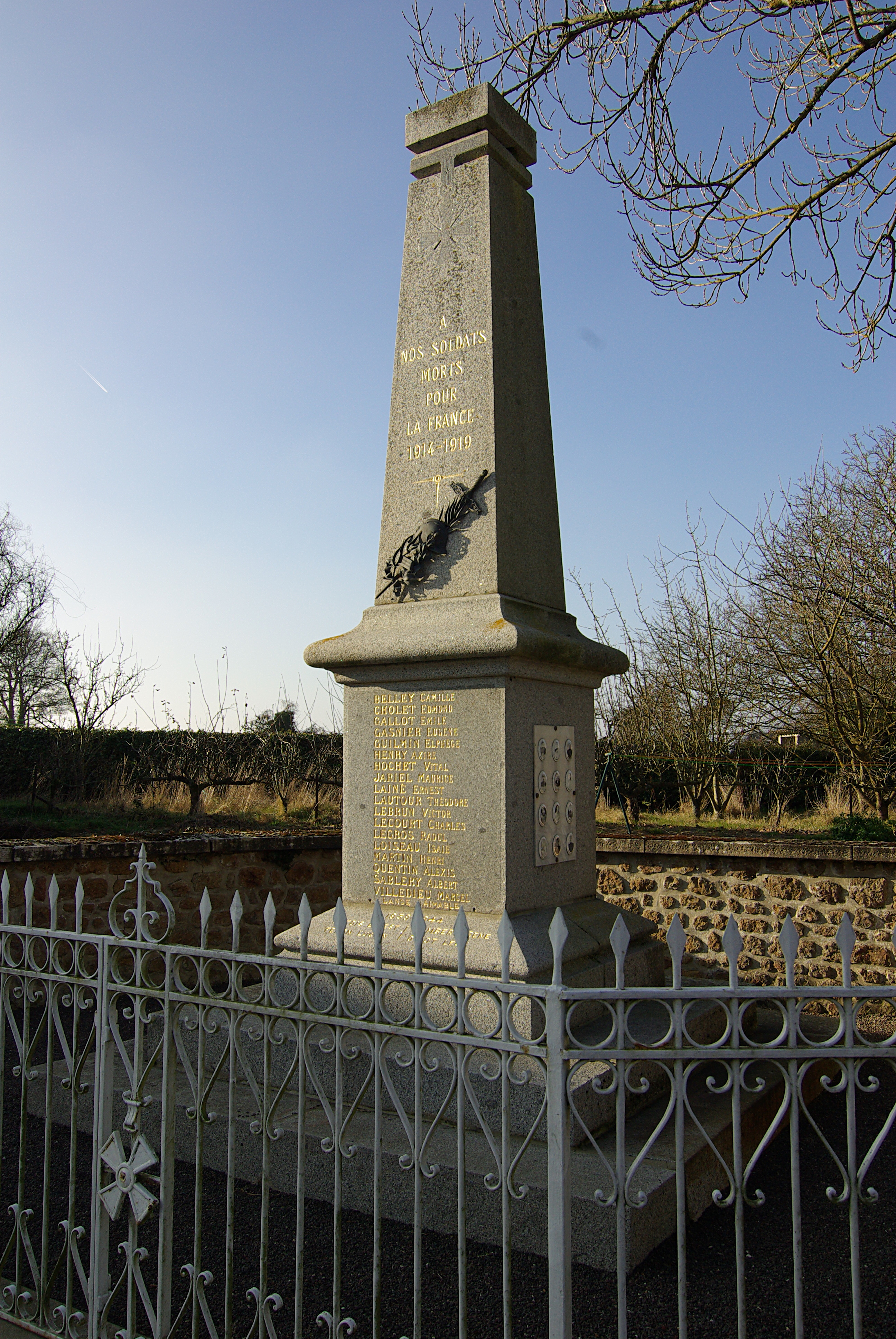
Le monument aux morts.
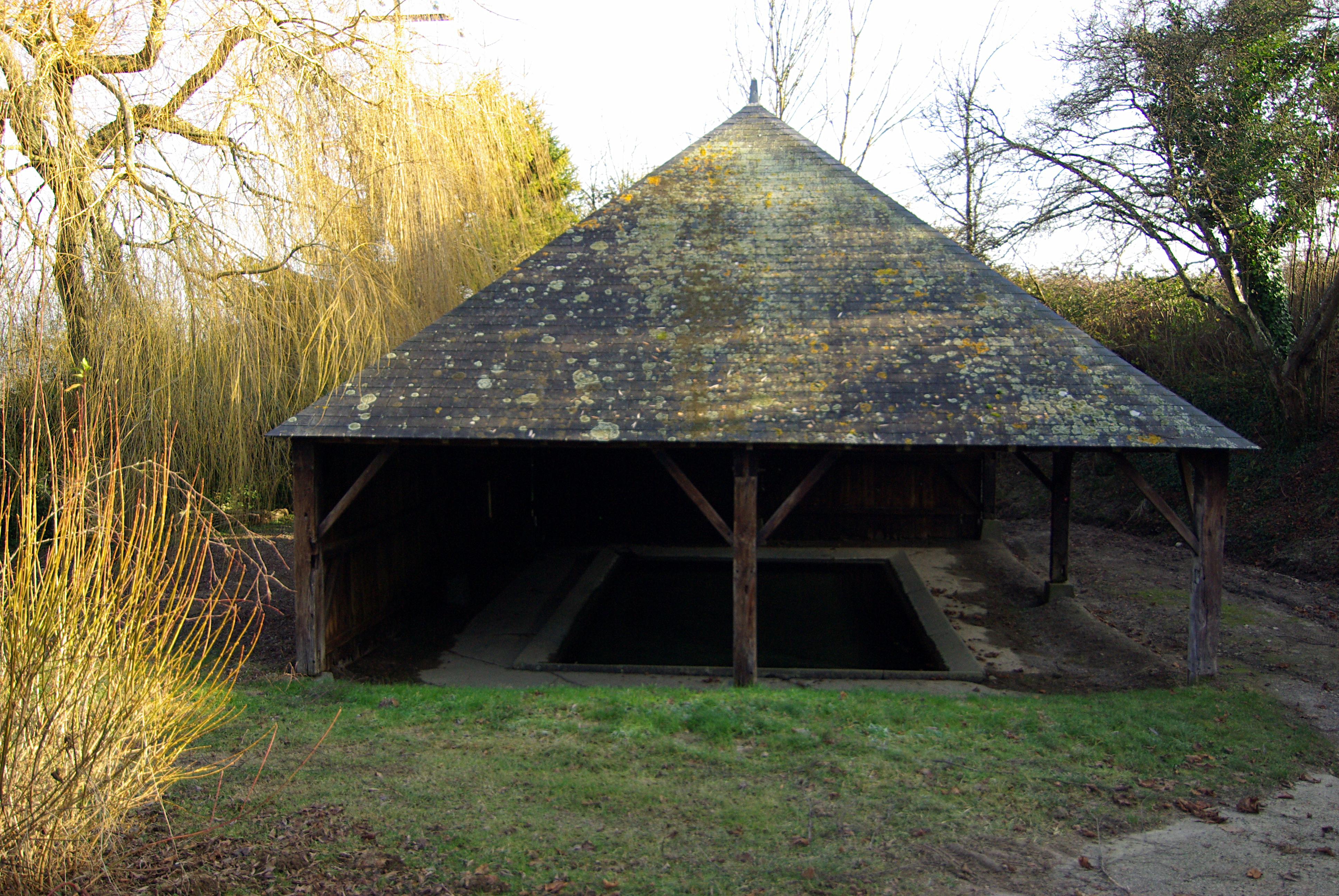
Le lavoir.

## Personnalités liées à la commune
- Remy de Gourmont (1858 à Bazoches-1915), écrivain.
- Henri Olivier (1849-1923), botaniste.